# Brian Henton

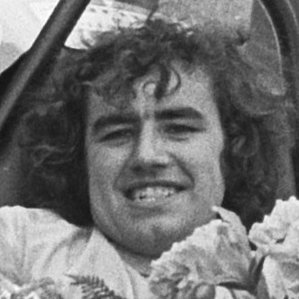
Brian Henton in 1971

Brian Henton (Castle Donington, Leicestershire, 19 september 1946) is een voormalig Formule 1-coureur uit Engeland. 
Henton won beide Britse Formule 3 kampioenschappen van 1974, en het Formule 2-kampioenschap in 1980. Hij nam tussen 1975 en 1982 deel aan 38 Grands Prix voor de teams van Lotus, March Engineering, British F1 Racing, Boro, Toleman, Arrows en Tyrell Racing, maar scoorde hierin geen punten.